# Рос, Хавьер
Хавьер Рос Аньон (исп. Javier Ros Añón; 16 февраля 1990 года, Памплона) — испанский футболист, играющий на позиции полузащитника клуба «Бадахос».

## Карьера
Хавьер Рос начинал заниматься футболом в клубе «Реал Сосьедад». 23 мая 2009 года он дебютировал в Сегунде, выйдя на замену в начале гостевого поединка против «Саламанки». Но в основной команде клуба молодой футболист закрепиться не смог, выступая за резерв «Реал Сосьедада» в Сегунде B и Терсере, а также первую половину 2010 года на правах аренды провёл за «Эйбар», также в Сегунде B.
19 августа 2012 года Хавьер Рос дебютировал в Примере, выйдя на замену в конце гостевого матча с «Барселоной».
Летом 2014 года Хавьер Рос подписал контракт с «Мальоркой», выступавшей тогда в Сегунде. В конце января 2016 года он перешёл в «Реал Сарагосу», за которую играет и поныне.